# Coelomata
— non classé —
Super-embranchements de rang inférieur
- protostomiens
- deutérostomiens

Les cœlomés ou cœlomates sont des animaux triploblastiques qui possèdent un cœlome, c’est-à-dire une cavité interne secondaire limitée par un troisième tissu qui se différencie lors du développement embryonnaire (gastrulation) : le mésoderme. C'est dans cette cavité que baignent la plupart des organes.
Ce type d'organisation est majoritaire. On le trouve chez les vers annélides. Chez les vers plats (plathelminthes) ou ronds (némathelminthes) cette structure n'existe pas. Entre ectoderme et endoderme n'existe qu'une cavité primaire dans le mésenchyme.
Le taxon Coelomata est obsolète. En effet, il est apparu que l'absence de cœlome chez les pseudo-cœlomates et acœlomates était secondaire. Il s'agit en fait d'une évolution à rebours allant dans le sens de la perte totale ou partielle de cœlome.
Ainsi, il n'est pas exact de dire que les pseudo et acœlomates ne possèdent pas de mésoderme. L'étude approfondie de certains de ces "vers" fut d'un énorme intérêt heuristique. En effet, c'est un bon exemple d'animaux ayant évolué vers une simplification de leur structure, et non des êtres peu évolués.
Aujourd'hui, les termes de cœlomate, triblastique (ou triploblastique) et bilateriens désignent exactement les mêmes êtres, étant donné qu'il est aujourd'hui toléré de considérer les acœlomates et pseudo-cœlomates comme des cœlomates à part entière.